# Borut Pahor
Borut Pahor (født 2. november 1963) er en slovensk politiker, der siden den 22. december 2012 har været Sloveniens præsident. Han var Sloveniens premierminister fra 2008 til 2012.
Som formand for det socialdemokratiske parti, har Pahor siddet flere perioder som medlem af nationalforsamlingen og var formand fra 2000 til 2004. I 2004 blev han valgt til Europa-parlamentet. Efter socialdemokraterne vandt parlamentsvalget i 2008, blev Pahor udpeget til premierminister.
I september 2011 tabte Pahors regering en tillidsafstemning midt i en økonomisk krise og politiske spændninger. Han fortsatte som premierminister indtil han blev erstattet af Janez Janša i februar 2012. I juni 2012 offentliggjorde han sit kandidatur til præsidentposten. Han vandt valget og slog den siddende præsident Danilo Türk i anden valgrunde, der blev afholdt
2. december 2012. Han modtog omkring 2/3 af stemmerne.